# Western Sydney Wanderers
Western Sydney Wanderers FC is een Australische voetbalclub uit Sydney die in 2012 is opgericht en in de A-League ging spelen in het seizoen 2012/13.

## Voorgeschiedenis
Sydney FC zou toen het in het seizoen 2005/06 toetrad tot de A-League in het Paramata Stadium in Western Sydney gaan spelen. Na het verkrijgen van de licentie ging de club echter in het oosten van de stad in het Sydney Football Stadium spelen. Sydney FC troefde Sydney Blues af voor een licentie en verkreeg, op basis van regelgeving van de Football Federation Australia (FFA), het alleenrecht op een professionele voetbalclub in Sydney voor vijf jaar. 
Investeerder Ian Rowden kocht in 2009 een licentie van de bond met de werknaam Western Sydney Wanderers. Op 3 oktober 2009 werd bekendgemaakt dat de officiële naam Sydney Rovers FC zou worden en de club in het seizoen 2011/12 zou gaan toetreden. Na maanden werd de licentieaanvraag alsnog afgewezen door de FFA omdat er niet aan financiële en technische eisen voldaan kon worden. De Rovers organisatie hield in 2010 op te bestaan.
Op 4 april 2012 kondigde Ben Buckley, voorzitter van de FFA, een nieuwe club in Western Sydney aan. Op 17 mei werd  Lyall Gorman als voorzitter van de nog naamloze club benoemd en Tony Popović tot trainer en Ante Miličić als zijn assistent. In juni werd bij de presentatie voor het seizoen 2012/13 de naam, kleuren en het logo bekendgemaakt. In 2014 wist de club de AFC Champions League te winnen door de finale over twee wedstrijden te winnen van het Saoedische Al-Hilal.

## Erelijst
Nationaal
- A-League

Premiership 2013
Internationaal
- AFC Champions League

2014

## Bekende (oud-)spelers

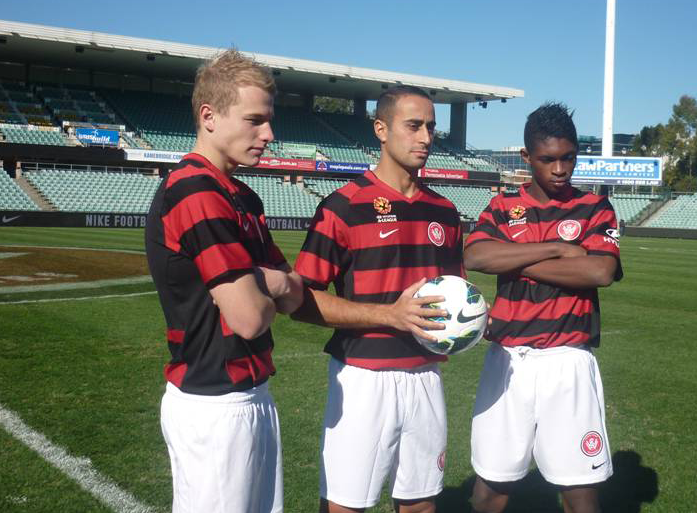
Drie spelers bij de seizoenspresentatie 2012/13 in het Parramatta Stadium

- Michael Beauchamp
- Mark Bridge
- Romeo Castelen
- Ante Čović
- Jorrit Hendrix
- Youssouf Hersi
- Shinji Ono
- Jérome Polenz
- Iacopo La Rocca
- Nikolai Topor-Stanley